# Alberto Letelier
Alberto Ignacio Letelier  (Machalí , Región de O'Higgins, 27 de diciembre de 2003) es un exfutbolista chileno que jugaba como volante ofensivo.

## Trayectoria

### O'Higgins
Se unió en 2011 a O'Higgins, luego ser observado por el área de captación del club en una prueba masiva. En 2021 es ascendido al primer equipo con Dalcio Giovagnoli pero no logró debutar, solo tuvo una citación en un partido por la Copa Chile 2021 contra Ñublense para el banco de suplentes.
El 26 de noviembre de 2021 se consagra campeón del torneo Sub-18, venciendo a Colo-Colo por 1-0, el gol lo convirtió él cuando se disputaba el minuto 49 del encuentro.

### Santa Cruz
Sería cedido para jugar en la Primera B de Chile en donde lograría marcar su primer gol como profesional, al terminar el año volvería a O'Higgins.

### Deportes Linares
Volvería a ser cedido esta vez en Deportes Linares de la Segunda División Profesional de Chile en donde no jugaría mucho, al terminar su contrato ahí volvería a O'Higgins.

### Polémico Retiro
Letelier se retiraría del fútbol en el año 2025 luego de no tener minutos en O'Higgins, a sus palabras diría que no tuvo minutos debido a que no tenía un "padrino" para apoyarlo, además de contar que sería amenazado por el dirigente deportivo Pablo Calandria diciéndole este que se aseguraria de que ningún equipo lo contrara después de haberle pedido una oportunidad en el primer equipo además de contar que si no se firmaba con Fernando Felicevich no sería considerado nunca más para nada.

## Estadísticas
| Club                     | Div.          | Temporada     | Liga  | Liga  | Copas nacionales | Copas nacionales | Torneos internacionales | Torneos internacionales | Total | Total |
| Club                     | Div.          | Temporada     | Part. | Goles | Part.            | Goles            | Part.                   | Goles                   | Part. | Goles |
| ------------------------ | ------------- | ------------- | ----- | ----- | ---------------- | ---------------- | ----------------------- | ----------------------- | ----- | ----- |
| O'Higgins · Chile        | 1.ª           | 2022          | 0     | 0     | 1                | 0                | 0                       | 0                       | 1     | 0     |
| O'Higgins · Chile        | Total club    | Total club    | 0     | 0     | 1                | 0                | 0                       | 0                       | 1     | 0     |
| Santa Cruz · Chile       | 2.ª           | 2023          | 7     | 1     | 1                | 0                | 0                       | 0                       | 8     | 1     |
| Santa Cruz · Chile       | Total club    | Total club    | 7     | 1     | 1                | 0                | 0                       | 0                       | 8     | 1     |
| Deportes Linares · Chile | 3.ª           | 2024          | 6     | 0     | 0                | 0                | 0                       | 0                       | 6     | 0     |
| Deportes Linares · Chile | Total club    | Total club    | 6     | 0     | 0                | 0                | 0                       | 0                       | 6     | 0     |
| Total carrera            | Total carrera | Total carrera | 13    | 1     | 2                | 0                | 0                       | 0                       | 15    | 1     |
| 1. 2.                    |               |               |       |       |                  |                  |                         |                         |       |       |